# Hugh LeRoy
Hugh LeRoy, né le 9 octobre 1939 à Montréal et mort le 5 janvier 2022, est un sculpteur canadien et professeur émérite de l'Université York à Toronto. 

## Biographie
Né le 9 octobre 1939 à Montréal, Hugh LeRoy étudie l'art au Musée des beaux-arts de Montréal, à l'école d'art et de design d'Arthur Lismer et Louis Dudek. Travaillant dans le style constructionniste, son travail est présent dans plusieurs villes au Canada.  The Arc & The Chord (1987) a été installé dans le jardin de sculptures de Toronto pendant une période de deux mois Rainbow Piece (1972) est situé en permanence à l’extérieur de la Scott Library de l’Université York. L'oeuvre Four Elements Column (1967) est située dans le parc René-Lévesque à Lachine, au Québec. En 1967, LeRoy reçoit le premier prix du concours de sculpture Perspectives 67.
Hugh LeRoy meurt le 5 janvier 2022 à l'âge de 82 ans.

## Galerie

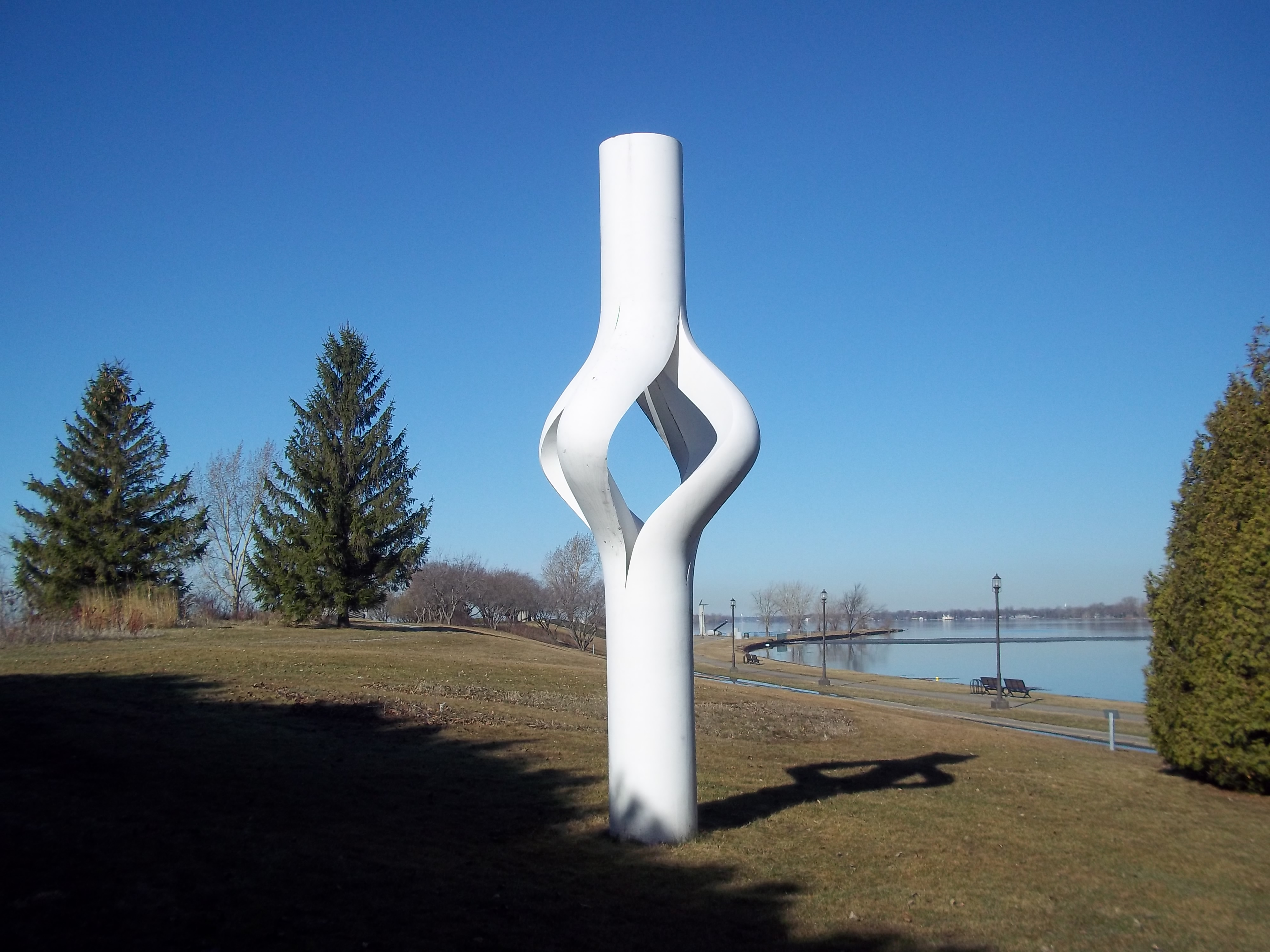
Colonne Quatre Eléments
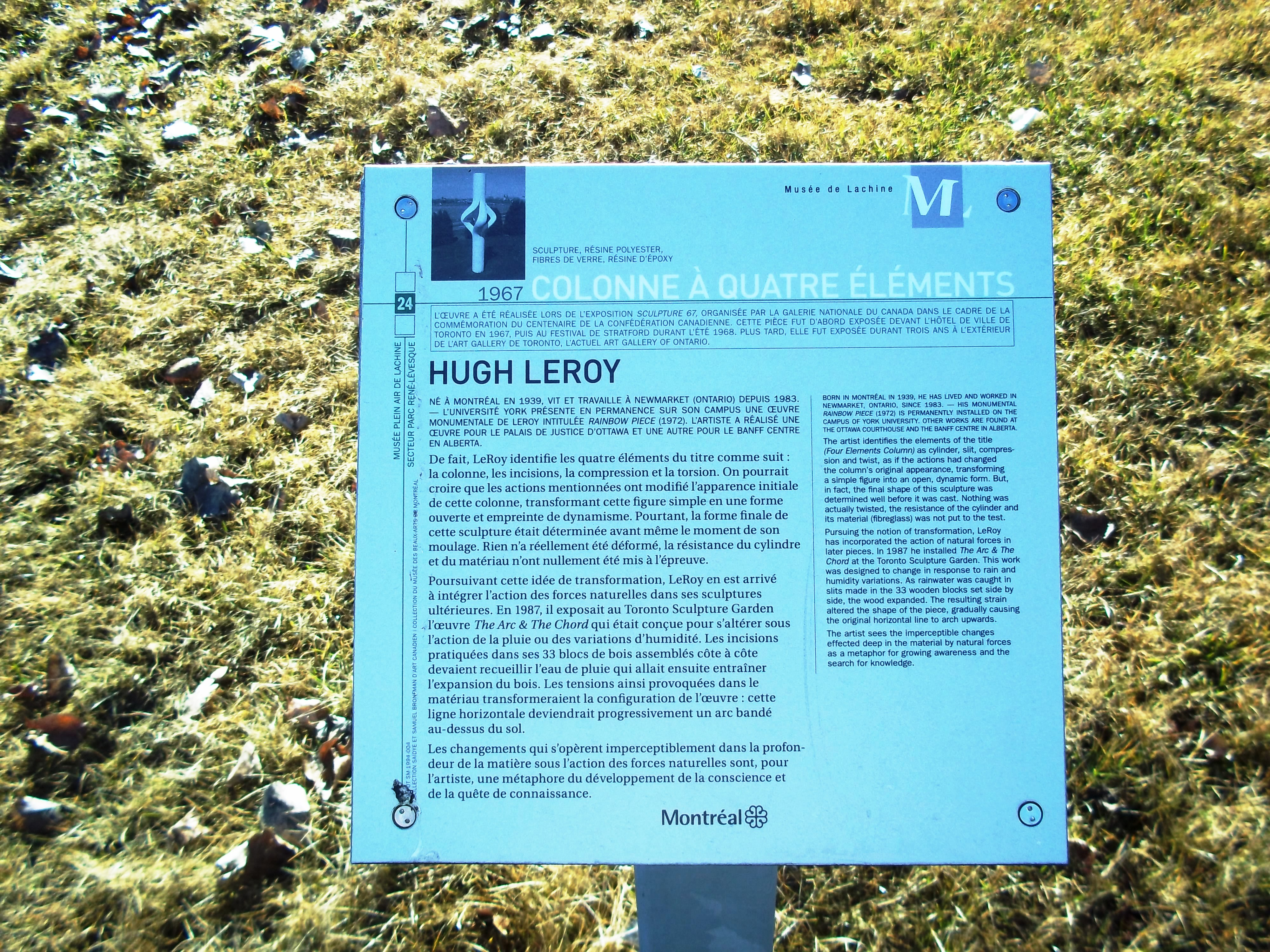
Colonne Quatre Eléments, description
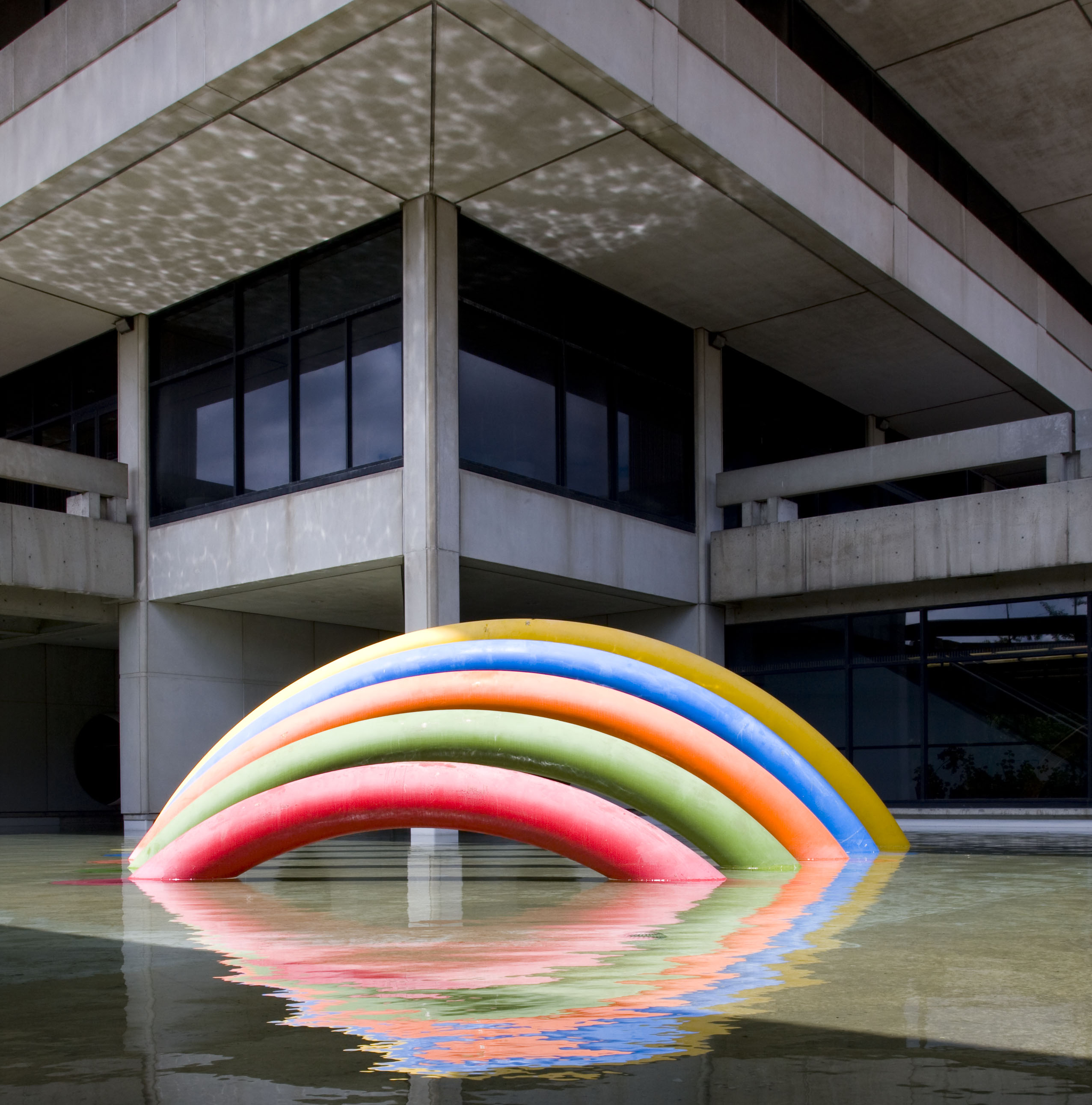
Pièce arc-en-ciel (1972)